# Tradescantia
Tradescantia Ruppius ex L., 1753 è un genere di piante della famiglia delle Commelinacee, originario della regione neotropicale.

## Storia
Il genere fu fatto conoscere agli europei da John Tradescant il giovane (1608-1662). Giardiniere di corte di Carlo I d'Inghilterra, era un ugonotto di origine probabilmente olandese, arrivato nel 1637 in Virginia. Si trattava di uno dei primi territori colonizzati dagli inglesi in America, continente dal quale faceva pervenire le piante in Europa.

## Descrizione
In italiano corrente, le piante del genere Tradescantia sono note con il nome erba miseria o anche solo come miseria. Le piante appartenenti a questo genere sono prettamente erbacee e il loro portamento è ricadente, e perciò che vengono tra l'altro coltivate come piante pendenti. Il fiore è dotato di soli tre petali, altrettanti sepali e sei stami gialli.

## Tassonomia

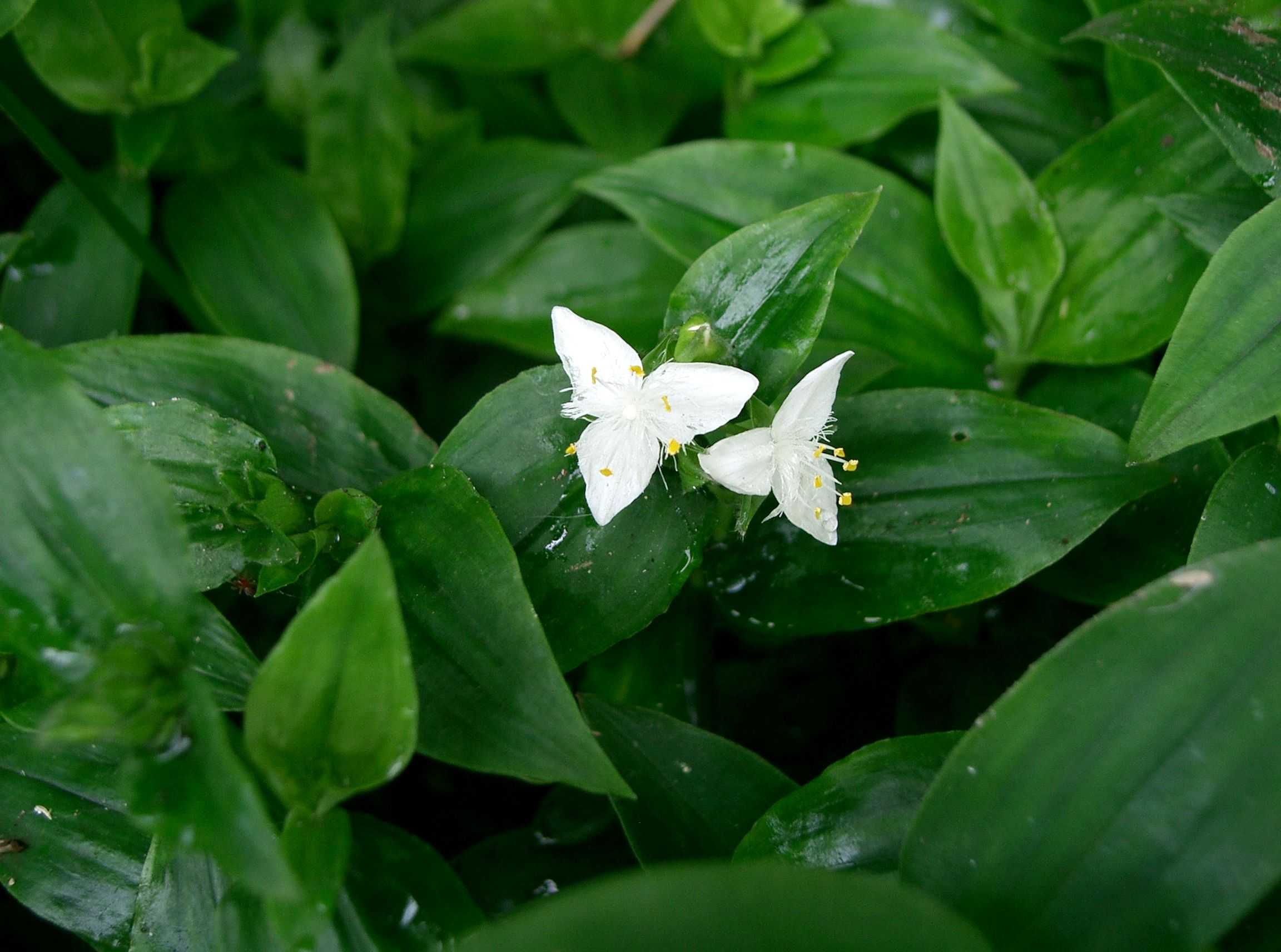
Tradescantia fluminensis

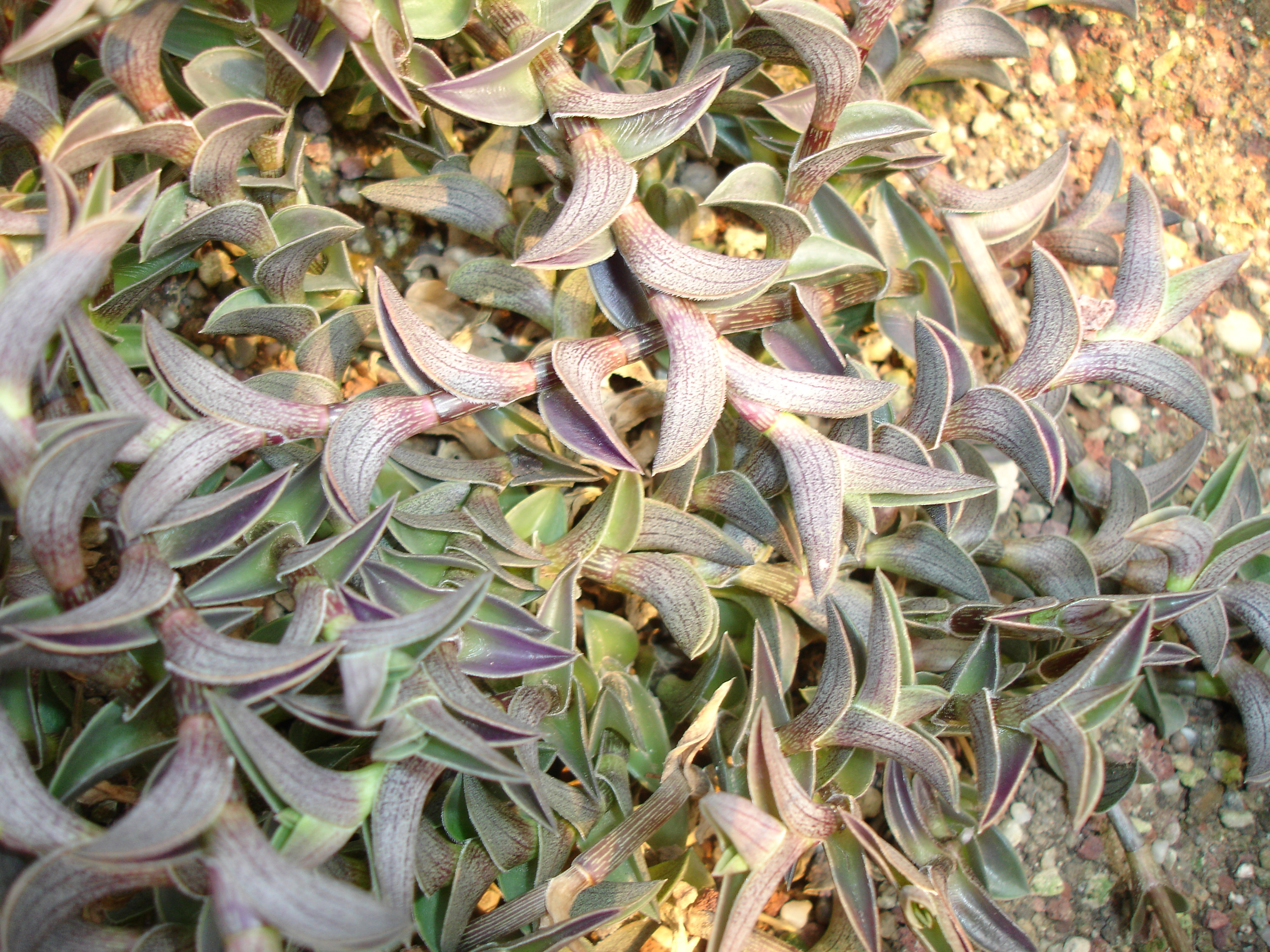
Tradescantia navicularis

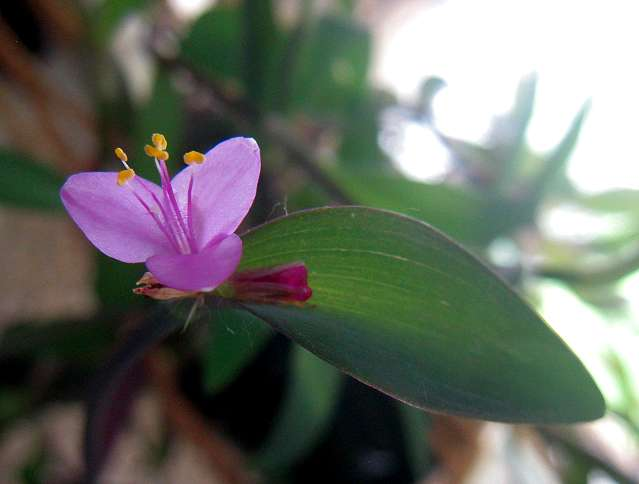
Tradescantia pallida

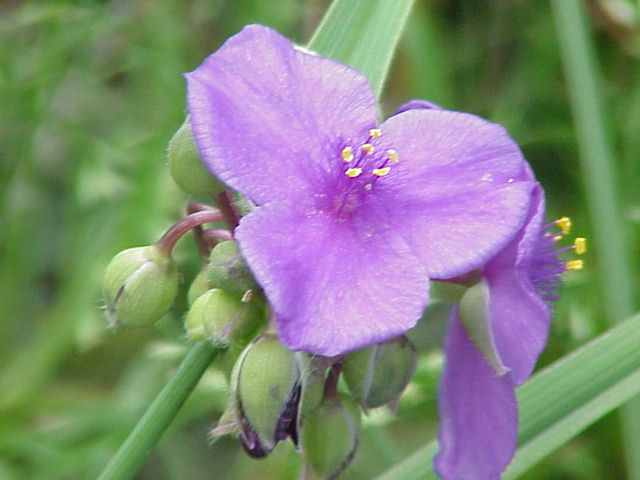
Tradescantia virginiana

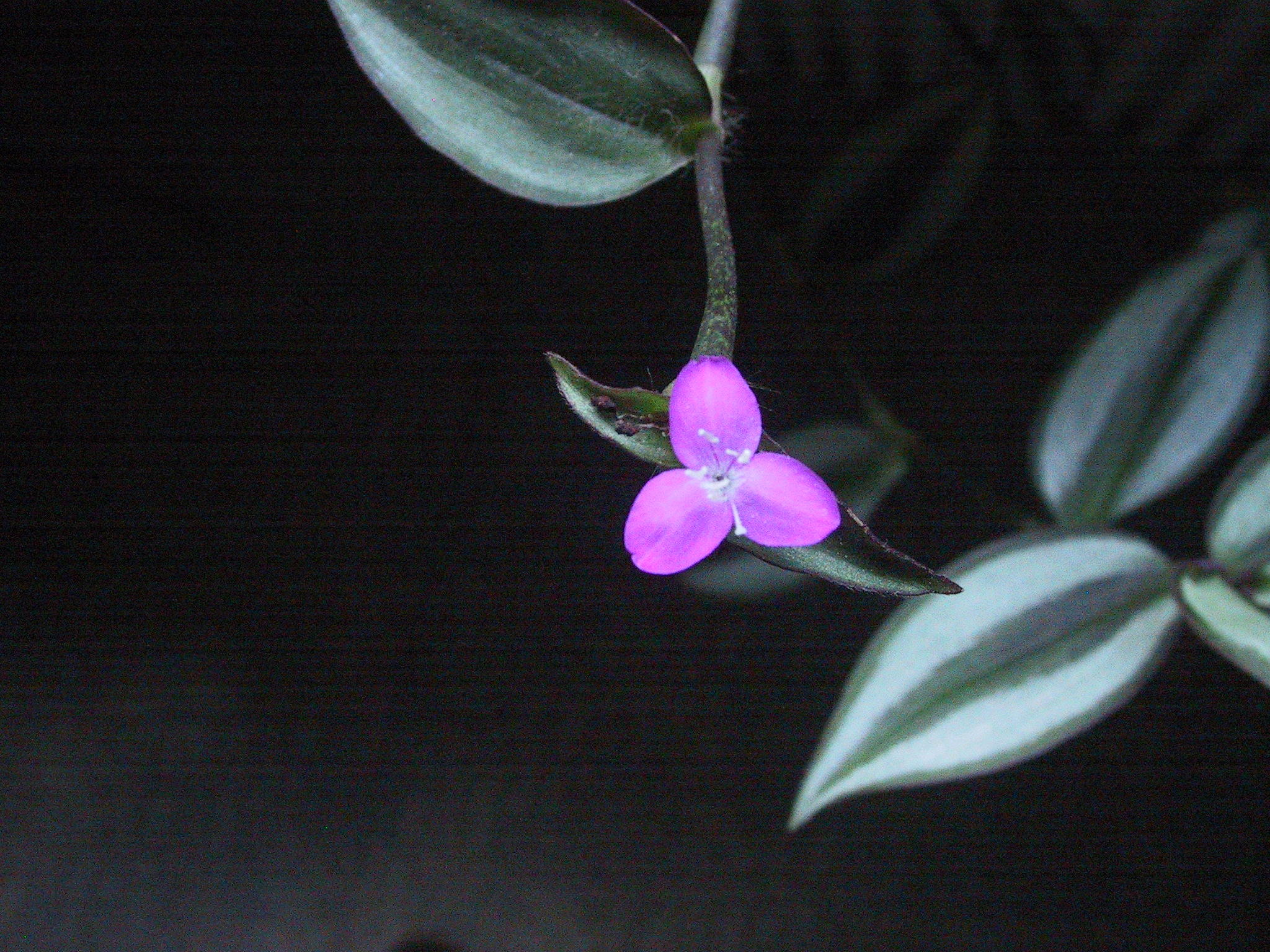
Tradescantia zebrina

Il genere comprende le seguenti specie:
- Tradescantia ambigua Mart. ex Schult. & Schult.f.
- Tradescantia × andersoniana W.Ludw. & Rohweder
- Tradescantia andrieuxii C.B.Clarke
- Tradescantia atlantica M.Pell.
- Tradescantia boliviana (Hassk.) J.R.Grant
- Tradescantia bracteata Small ex Britton
- Tradescantia brevifolia (Torr.) Rose
- Tradescantia buckleyi (I.M.Johnst.) D.R.Hunt
- Tradescantia burchii D.R.Hunt
- Tradescantia catharinensis Hassemer & Funez
- Tradescantia cerinthoides Kunth
- Tradescantia chrysophylla M.Pell.
- Tradescantia cirrifera Mart.
- Tradescantia commelinoides Schult. & Schult.f.
- Tradescantia crassifolia Cav.1
- Tradescantia crassula Link & Otto
- Tradescantia cymbispatha C.B.Clarke
- Tradescantia deficiens Brandegee
- Tradescantia edwardsiana Tharp
- Tradescantia ernestiana E.S.Anderson & Woodson
- Tradescantia exaltata D.R.Hunt
- Tradescantia fluminensis Vell.
- Tradescantia gentryi D.R.Hunt
- Tradescantia gigantea Rose
- Tradescantia gracillima Standl.
- Tradescantia grantii Faden
- Tradescantia guatemalensis C.B.Clarke ex J.D.Sm.
- Tradescantia guiengolensis Matuda
- Tradescantia gypsophila B.L.Turner
- Tradescantia hertweckiae M.Pell.
- Tradescantia hirsuticaulis  Small
- Tradescantia hirsutiflora Bush
- Tradescantia hirta D.R.Hunt
- Tradescantia huehueteca (Standl. & Steyerm.) D.R.Hunt
- Tradescantia humilis  Rose
- Tradescantia insularis Hassemer & Funez
- Tradescantia leiandra Torr.
- Tradescantia llamasii Matuda
- Tradescantia longipes E.S.Anderson & Woodson
- Tradescantia masonii Matuda
- Tradescantia maysillesii Matuda
- Tradescantia mcvaughii D.R.Hunt
- Tradescantia mirandae Matuda
- Tradescantia monosperma Brandegee
- Tradescantia multibracteata Ferrarese, Büneker & Canto-Dorow
- Tradescantia mundula Kunth
- Tradescantia murilloae Zamudio, Espejo, López-Ferr. & Ceja
- Tradescantia nuevoleonensis Matuda
- Tradescantia occidentalis  (Britton) Smyth
- Tradescantia ohiensis Raf.
- Tradescantia orchidophylla Rose & Hemsl.
- Tradescantia ozarkana E.S.Anderson & Woodson
- Tradescantia pallida (Rose) D.R.Hunt
- Tradescantia pedicellata Celarier
- Tradescantia peninsularis Brandegee
- Tradescantia petiolaris M.E.Jones
- Tradescantia petricola J.R.Grant
- Tradescantia pinetorum Greene
- Tradescantia plusiantha Standl.
- Tradescantia poelliae D.R.Hunt
- Tradescantia praetermissa M.Pell.
- Tradescantia pygmaea D.R.Hunt
- Tradescantia reverchonii Bush
- Tradescantia roseolens Small
- Tradescantia rozynskii Matuda
- Tradescantia schippii D.R.Hunt
- Tradescantia schwirkowskiana Funez, Hassemer & J.P.R.Ferreira
- Tradescantia serrana Hassemer & Funez
- Tradescantia seubertiana M.Pell.
- Tradescantia sillamontana Matuda
- Tradescantia soconuscana Matuda
- Tradescantia spathacea Sw.
- Tradescantia standleyi Steyerm.
- Tradescantia stenophylla Brandegee
- Tradescantia subacaulis Bush
- Tradescantia subaspera Ker Gawl.
- Tradescantia tenella Kunth
- Tradescantia tepoxtlana Matuda
- Tradescantia tharpii E.S.Anderson & Woodson
- Tradescantia tucumanensis M.Pell.
- Tradescantia umbraculifera Hand.-Mazz.
- Tradescantia valida G.Brückn.
- Tradescantia velutina Kunth & C.D.Bouché
- Tradescantia virginiana L.
- Tradescantia wrightii Rose & Bush
- Tradescantia zanonia (L.) Sw.
- Tradescantia zebrina Bosse

## Coltivazione
Sul continente americano, la pianta viene spesso considerata come infestante e può creare seri problemi, pur non formando molto in fretta frutti e semi. Infatti qualsiasi frammento di stelo accidentalmente staccato dalla pianta può mettere radici con grande facilità.
Per quanto riguarda l'uso ornamentale di queste specie, si tratta di piante per lo più adatte ai vasi pendenti. In inverno preferiscono un posto più fresco e possono, fino ad un certo punto, superare i rigori invernali. Le piante più vecchie tendono ad imbruttirsi e vengono rinnovate da nuove ottenute per talea, anche in acqua.
Tradescantia pallida è probabilmente la specie più conosciuta in Italia. Nei luoghi più caldi, tollera bene la stagione invernale e si distingue per l'appariscente colore purpureo delle foglie, ben intonato a quello rosa pallido del fiore. La pianta, semisucculenta originaria del Messico, è conosciuta in Europa soprattutto dagli anni cinquanta.
Il successo di questo genere in Europa non si limita solo alle piante da vaso: Tradescantia virginiana, che cresce in posizione eretta, viene coltivata in giardino come pianta vivace dato che è tra le poche che sopportano senza problemi qualsiasi rigore invernale.